# Pierre-Jean Fabre
Pierre-Jean Fabre  (* 1588 in Castelnaudary; † 1658 ebenda) war ein französischer Arzt und Alchemist.

## Leben
Fabre studierte in Montpellier Medizin und kam dort mit den Lehren von Paracelsus in Kontakt, die damals in Frankreich heftig umstritten waren.  Er wurde Anhänger von dessen Lehren, zum Beispiel in der Verwendung von Antimon als Arznei. Ab 1615 praktizierte er in Castelnaudary als Arzt und behandelte bei einem Aufenthalt auch König Louis XIII.  Ab 1624 erscheinen von ihm Bücher über Alchemie in Toulouse. Bekannt wurde er als Pestarzt und veröffentlichte 1629 Bücher über diese Seuche, die auch den Südwesten Frankreichs im 17. Jahrhundert heimsuchte. Sie wurden noch 1720 nachgedruckt.
Sein Hauptwerk L’Alchemiste chrétien (Der christliche Alchemist) von 1632 ist dem Papst gewidmet und versucht christliche Lehre und Mystizismus mit Alchemie zu verbinden. Er sieht Entsprechungen von chemischen Operationen und Sakramenten des Christentums: Kalzination entspricht nach Fabre Reue, Feuer und Wasser der Taufe und der Stein der Weisen dem Abendmahls-Sakrament. Für ihn sind Alchemisten wie Priester, der Geist des Quecksilbers wie die Engel, die Erde wie die Jungfrau Maria und die lebenserhaltenden Eigenschaften von Salzen mit Christus verbunden. Dort berichtet er auch über seine erste Transmutation 1627 und zieht die Skulpturen der Kathedrale von Saint-Sernin in Toulouse zur Interpretation heran – die Steinmetze hätten darin ihr esoterisches Wissen dargestellt. Im Jahr 1634 veröffentlicht er ein Buch, in der alchemistische Prozesse (Herstellung des Steins der Weisen) über die Aufgaben des Herkules aus der Mythologie interpretiert werden. Seine Werke Panchymicus von 1646 und Manuscriptum ad Fridericum von 1653 sind alchemistische Enzyklopädien, die auf dem Studium der  klassischen alchemistischen Werken wie denen von Geber bzw. Pseudo-Geber, Arnaldus de Villanova und Bernard von Trevisan beruhen. Sein Abrégé des secrets chymiques von 1636 ist Gaston, dem Herzog von Orleans und Bruder des Königs gewidmet, den er nach den Angaben in seinem Buch in Antwerpen und Toulouse traf.  Er scheint nicht nur über Frankreich hinaus in Europa gereist zu sein, sondern empfing auch  Alchemisten in seinem Heimatort. Sein Abrégé ist gleichzeitig seiner wenigen französisches Werke (sonst veröffentlichte er in Latein) und sieht die Alchemie als einheitliche, grundlegende Naturwissenschaft.

## Schriften
- Palladium Spagyricum, Toulouse, Bosc, 1624,
- Chirurgica spagyrica, Toulouse, Bosc, 1626,
- Insignes curationes variorum morborum quos medicamentis chymicis jucundissima methodo curavit, Toulouse, Bosc, 1627.
- Myrothecium spagyricum, Toulouse, Bosc, 1628
- Traité de la peste selon la doctrine des médecins spagyriques, Toulouse, 1629, Castres, 1653.
- Alchymista christianus, Toulouse, Bosc, 1632.
- Hercules pio-chymicus, Toulouse, Bosc, 1634.
- L’Abrégé des secrets chymiques, où l’on voit la nature des animaux, végétaux et minéraux entièrement découverts, avec les vertus et propriétés des principes qui composent et conservent leur être ; et un traité de la médecine générale, Paris, Pierre Billaine, 1636.
- Hydrographum spagyricum, Toulouse, Bosc, 1639
- Propugnaculum alchymiae adversus quosdam misochymicos..., Toulouse, Bosc, 1645, französische Übersetzung 1790 von Dernelon : Rempart de l'alchimie.
- Traduction et notes du Cursus triomphalis Antimonii de Basile Valentin, Toulouse, Bosc, 1646.
- Panchymicus, seu Anatomia totius Universi Opus, Toulouse, Bosc, 1646.
- Sapientia Universalis quatuor libris comprehensa. Videlicet 1. Quid sit sapientia, & de modiis ad eam perveniendi, 2. De cognitione hominis, 3. De medentis morbis hominum, 4. De Meliorandis metallis, Toulouse, Bosc, 1654.
- Remèdes curatifs et préservatifs de la peste donnez au public en 1652 par Pierre-Jean Fabre, Toulouse 1720
- Manuscriptum ad Serenissimum Fridericum...res alchymicorum explanans, 1653, veröffentlicht in  Miscellanea Curiosa der Leopoldina, 1690 (Herausgeber G. Clauder) und  in J. J. Manget, Bibliotheca Chemica Curiosa, 1702.
- Opera reliqua volumine hoc posteriore comprehensa, Frankfurt, Beyer, 1652, 1656